# Liste der Herrscher namens Gustav
Gustav hießen folgende Herrscher:
- Gustav I. Wasa (auch Gustav Eriksson), König von Schweden (1496–1560)
- Gustav II. Adolf, König von Schweden (1594–1632)
- Gustav III., König von Schweden (1746–1792)
- Gustav IV. Adolf, König von Schweden (1778–1837)
- Gustav V., König von Schweden (1858–1950)
- Gustav VI. Adolf, König von Schweden (1882–1973)
- Gustav Samuel Leopold (Pfalz-Zweibrücken), Herzog von Pfalz-Zweibrücken (1670–1731)
- Gustav (Hessen-Homburg), Landgraf von Hessen-Homburg (1781–1848)